# شترمرغ تاسمانی
شترمرغ تاسمانی (نام علمی: Dromaius novaehollandiae diemenensis) نام یک زیرگونه منقرض‌شده از گونه شترمرغ استرالیایی است.